# Pierre Camou
Pour les articles homonymes, voir Camou.
Pierre Camou, né le 18 août 1945 à Uhart-Cize et mort le 15 août 2018 à Ispoure, est un dirigeant sportif français.
Il devient le 12e président de la Fédération française de rugby (FFR) en décembre 2008 élu à l’unanimité par le Comité directeur de la FFR lors du congrès de Vannes. En décembre 2016, il cède sa fonction de président de la fédération à Bernard Laporte.

## Biographie
Pierre Camou naît le 18 août 1945 à Uhart-Cize, dans les Pyrénées-Atlantiques.
En 1963, il crée, avec son frère aîné Jean-Gabriel, futur maire d’Uhart-Cize de 1999 à 2014, puis joue à l'US Garazi. Il évolue au poste de pilier avant de devenir président du club. Il est notamment président lors de la montée en groupe B2 en 1993. Il poursuit ensuite des études de droit et d’économie à Bordeaux, où il fréquente les cinémas d’art et d’essai, et fait la rencontre de Bernard Lapasset.
En 1972, sollicité par le maire de son village, Léon Inchauspé, il intègre la banque Inchauspé, à Bayonne, où il fera carrière, jusqu’à prendre sa direction générale. Il prend sa retraite en 2003. Il est également trésorier du comité Côte basque Landes de 1976 à 1996 puis président de 1996 à 2008.
Il est membre du bureau de la FFR de 1995 à 2016. Tout d'abord trésorier-adjoint de 1996 à 2000 puis vice-président de 2000 à juillet 2008, responsable du marketing puis du Centre national du rugby de Linas-Marcoussis, il assure de juillet à décembre la présidence par intérim de la FFR en remplacement de Bernard Lapasset, démissionnaire pour assumer la fonction de président de l'International Rugby Board. Il est élu président à l’unanimité par le Comité directeur de la FFR lors du congrès de Vannes en décembre 2008 pour un mandat de 4 ans.
Il annonce en décembre 2011 qu'il briguera un deuxième mandat à la tête de la FFR. La construction d'un grand stade consacré au rugby à XV sera le projet phare de ce second mandat. La convention entre la Fédération et le Stade de France prenant fin en 2013. Seul candidat, il est réélu en décembre 2012, pour un deuxième mandat.
Ses deux mandats de 2008 à 2016 sont marqués par la croissance du rugby hexagonal : + 10 % de clubs, + 24 % de licenciés masculins et surtout + 102 % de licenciées féminines. Pierre Camou œuvre en gestionnaire d’une entreprise lucrative, la FFR se hissant parmi les plus riches fédérations sportives françaises.
Il annonce en décembre 2015 qu'il est de nouveau candidat pour la présidence de la FFR, pour un troisième mandat. Contrairement aux deux précédentes élections, il n'est pas le seul candidat, Bernard Laporte et Alain Doucet, secrétaire général de la FFR, se sont eux aussi déclarés candidats. Pierre Salviac, initialement candidat, retire sa candidature le 23 septembre 2016. Serge Blanco, Sandrine Agricole, Fabien Pelous, Jo Maso et Didier Mené sont notamment des membres de la liste qu'il conduit. Lors de l'élection du nouveau comité directeur, le 3 décembre 2016, la liste menée par Bernard Laporte obtient 52,6 % des voix, soit 29 sièges, contre 35,28 % des voix pour Pierre Camou (6 sièges) et 12,16 % pour Alain Doucet (2 sièges). Pierre Camou conserve sa place au comité directeur mais c'est Bernard Laporte  qui est élu à la présidence de la fédération française de rugby.
Il meurt le 15 août 2018 à Ispoure des suites d'une longue maladie,.
Le 9 novembre 2018, le terrain d'honneur du Centre national du rugby est rebaptisé stade Pierre-Camou en hommage à l'ancien président de la FFR. En juin 2019, le stade de l’Étang-Neuf de Marcoussis est également renommé en stade Pierre-Camou par la ville.

### Désignation des sélectionneurs
Durant son mandat à la tête de la Fédération française de rugby, il a le rôle de désigner les sélectionneurs du XV de France.

#### 2011
En 2011, il choisit tout d'abord Guy Novès mais le toulousain refuse de prendre la tête de l'équipe de France et préfère rester à Toulouse pour des raisons personnelles. Il décide alors de nommer Philippe Saint-André. L'entraîneur du RC Toulon est préféré à Fabien Galthié et Patrice Lagisquet pour sa longue expérience, notamment en Angleterre : il a entraîné successivement Gloucester, Bourgoin, Sale et Toulon, et son palmarès : en tant qu'entraîneur il a gagné le Championnat d'Angleterre et le Challenge Européen et a été élu Meilleur entraîneur d'Angleterre en 2006. Philippe Saint-André choisit Yannick Bru et Patrice Lagisquet comme adjoints.

#### 2015
En 2011, Pierre Camou choisit de changer le mode de désignation du sélectionneur. En effet, il constitue une commission de nomination du futur sélectionneur. Elle est présidée par Pierre Camou (président de la FFR) et comprend Serge Blanco (vice-président chargé du secteur professionnel), Jean Dunyach (responsable du haut niveau), Jean-Claude Skrela (manager de France 7 et ancien DTN), Jo Maso (chargé de la communication et manager du XV de France de 1995 à 2011), Jean-Pierre Lux (ancien international et ex-président de l’ERC) et Didier Retière (actuel DTN et ancien entraîneur des avants du XV de France). Cette commission lance un appel à candidature pour ce poste le 10 avril 2015. Les candidats doivent adresser leur lettre de motivation qui comporte leur projet de jeu et leur projet de staff technique par lettre recommandée avec avis de réception avant le samedi 25 avril 2015 (date limite) à Monsieur le Président de la Fédération Française de Rugby.
La Fédération française de Rugby reçoit 66 candidatures mais la commission en sélectionne que 8 pour les auditionner. On sait notamment que Fabien Galthié, Raphaël Ibanez, Fabrice Landreau, Guy Novès et Clive Woodward font partie des 8 coachs auditionnés. La commission décide finalement de confier le poste à Guy Novès, qui contrairement à 2011 accepte le poste. Guy Novès choisit Yannick Bru et Jean-Frédéric Dubois comme adjoints.

## Distinctions
- Chevalier de la Légion d'honneur (décret du 2 avril 2010)[23]